# Дервіш підриває Париж
«Дервіш підриває Париж» (азерб. Dərviş Parisi partladır) — азербайджанська радянська кінокомедія 1976 року, знята за мотивами п'єси азербайджанського письменника Мірзи Фаталі Ахундова «Мусьє Жордан-ботанік і дервіш Масталі-шах».

## Сюжет
Дія фільму відбувається в середині XIX століття в Карабахському ханстві. Французький ботанік Жордан, який гостював у успішного поміщика Гатамхан-аги, хоче взяти з собою племінника Гатамхана допитливого і здібного учня Шахбаз-бека, щоб той отримав освіту, але близькі родичі намагаються перешкоджати цьому і кличуть на допомогу дервіша-чаклуна.

## У ролях
- Сергій Юрський —  мусьє Жордан
- Мірза Бабаєв —  дервіш Масталі-шах
- Аділь Іскендеров —  Гатамхан-ага
- Лейла Бадірбейлі —  Шахрабану-ханум, його дружина
- Анвар Гасанов —  Шахбаз-бек, його племінник
- Гасан Турабов —  Рашид-бек, брат Шахрабану-ханум
- Мемунат Курбанова —  Шарафніса, дочка Гатамхан-аги
- Кямиль Магерамов —  Гамбар, кучер
- Гюмрі Рагімов —  бек
- Сафура Ібрагімова —  служниця в будинку Гатамхан-аги
- Фазіль Салаєв —  помічник дервіша
- Багадур Алієв — бей

## Знімальна група
- Режисери — Шаміль Махмудбеков, Кяміль Рустамбеков
- Сценарист — Едхем Кулібеков
- Оператори — Аріф Наріманбеков, Заур Магерамов
- Композитор — Тофік Кулієв
- Художник — Надир Зейналов